# 629
629 (DCXXIX) je bilo navadno leto, ki se je po julijanskem koledarju začelo na nedeljo.

## Dogodki
- prerok Mohamed izposluje s prebivalci Meke pravico do romanja (hadž), ki se ga udeleži 2000 muslimanov. Politeistični prebivalci začasno zapustijo Meko.

## Smrti
- 18. oktober - Klotar II.,  kralj Frankov  (* 584)